# Sphyrna
Pour les articles homonymes, voir marteau.
Genre
Le genre Sphyrna regroupe les 9 espèces actuelles de requins-marteaux sur les neuf espèces encore vivantes que compte la famille des Sphyrnidae.

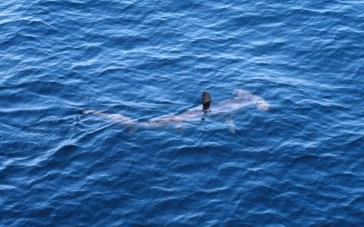

La première liste est classée en fonction des noms vernaculaires, la seconde en fonction des noms scientifiques.

## Liste par noms vernaculaires
- Grand requin-marteau (Rüppell, 1837) Sphyrna mokarran
- Requin-marteau aile blanche Cadenat, 1951 Sphyrna couardi
- Requin-marteau à petits yeux (Valenciennes, 1822) Sphyrna tudes
- Requin-marteau commun Linnaeus, 1758 Sphyrna zygaena
- Requin-marteau cornu S. Springer, 1940 Sphyrna corona
- Requin-marteau écope S. Springer, 1940 Sphyrna media
- Requin-marteau halicorne E. Griffith & C. H. Smith, 1834 Sphyrna lewini
- Requin-marteau tiburo Linnaeus, 1758 Sphyrna tiburo
- Requin-marteau de Caroline Quattro, Driggers, Grady, Ulrich & M. A. Roberts, 2013 Sphyrna gilberti
- Requin-marteau à tête de pelle Gonzalez, Postaire, Driggers, Caballero & Chapman, 2024 Sphyrna alleni (en)

## Liste par noms scientifiques

### Espèces actuelles
Selon World Register of Marine Species (6 janvier 2014) :
- Sphyrna corona S. Springer, 1940
- Sphyrna couardi Cadenat, 1951
- Sphyrna lewini E. Griffith & C. H. Smith, 1834
- Sphyrna media S. Springer, 1940
- Sphyrna mokarran Rüppell, 1837
- Sphyrna tiburo Linnaeus, 1758
- Sphyrna tudes Valenciennes, 1822
- Sphyrna zygaena Linnaeus, 1758
- Sphyrna gilberti Quattro, Driggers, Grady, Ulrich & M. A. Roberts, 2013
- Sphyrna alleni (en) Gonzalez, Postaire, Driggers, Caballero & Chapman, 2024[2]

Sphyrna gilberti Quattro, Driggers, Grady, Ulrich & M. A. Roberts, 2013 est une nouvelle espèce proche de Sphyrna lewini, découverte en 2013 dans les eaux au nord-ouest de l'océan Atlantique. Son découvreur, le professeur Joseph Quattro de l'Université de biologie de Caroline du Sud, la décrit comme cryptique.

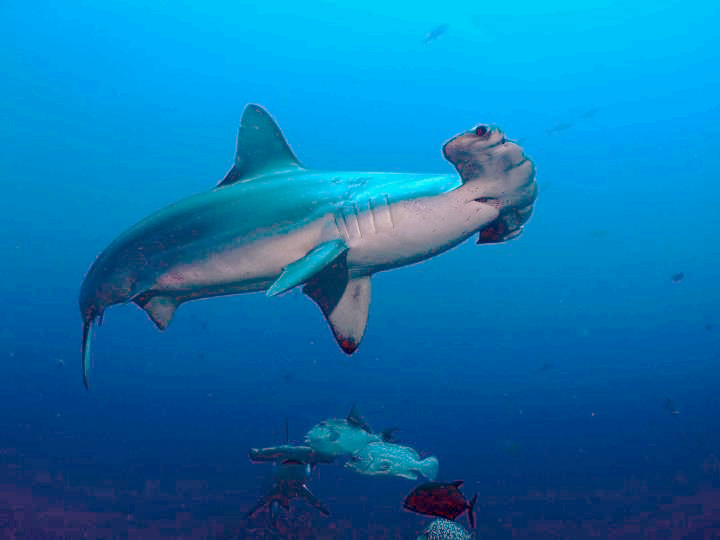
Sphyrna lewini
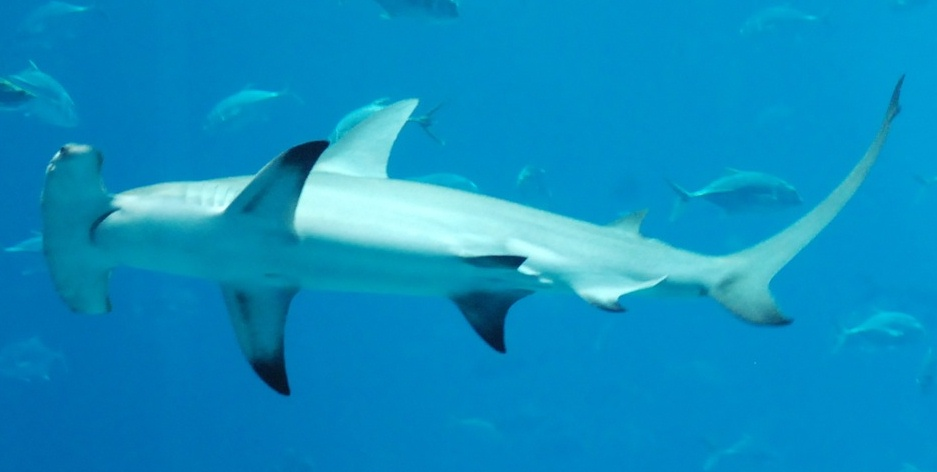
Sphyrna mokarran
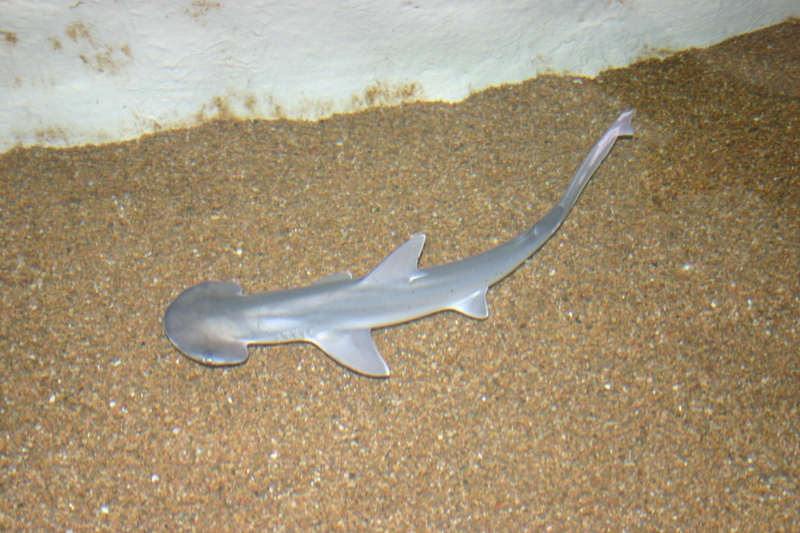
Sphyrna tiburo
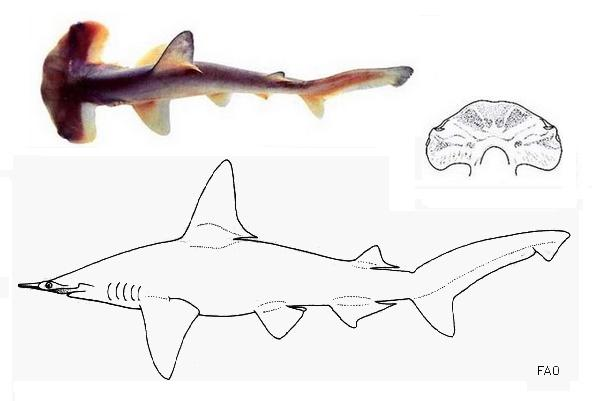
Sphyrna tudes
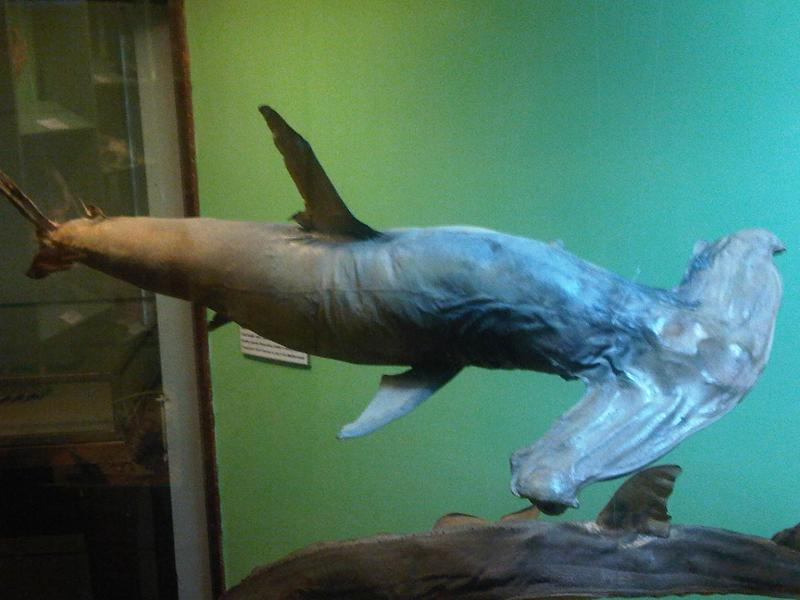
Sphyrna zygaena

### Espèces fossiles
Liste possiblement incomplète
- Sphyrna prisca Agassiz, 1843 (synonyme Sphyrna denticulata)[4]